# Египат на Светском првенству у атлетици на отвореном 2019.
Египат је учествовао на 17. Светском првенству у атлетици на отвореном 2019. одржаном у Дохи од 27. септембра до 6. октобра седамнаести пут, односно учествовао је на свим првенствима до данас. Репрезентацију Египта представљала су 5 такмичара (4 мушкарца и 1 жена) који су се такмичили у 4 дисциплине (3 мушке и 1 женска).,
На овом првенству такмичари Египта нису освојили ниједну медаљу нити су остварили неки резултат.

## Учесници
| Мушкарци: - Salem Mohamed Attiaallah — 3.000 м препреке - Мостафа Амр Хасан — Бацање кугле - Мохамед Магди Хамза — Бацање кугле - Мустафа ел-Гамел — Бацање кладива | Жене: - Басант Хемида — 200 м |  |

## Резултати

### Мушкарци
| Атлетичар                | Дисциплина       | Лични рекорд | Квалификације | Квалификације | Полуфинале   | Полуфинале | Финале                | Финале       | Детаљи |
| Атлетичар                | Дисциплина       | Лични рекорд | Резултат      | Место         | Резултат     | Место      | Резултат              | Место        | Детаљи |
| ------------------------ | ---------------- | ------------ | ------------- | ------------- | ------------ | ---------- | --------------------- | ------------ | ------ |
| Salem Mohamed Attiaallah | 3.000 м препреке | 8:28,87      | 8:35,18       | 11. у гр. 4   |              |            | Нису се квалификовали | 35 / 44 (46) |        |
| Мостафа Амр Хасан        | Бацање кугле     | 21,31 НР     | 20,55         | 5. у гр. Б    | 14 / 34 (35) |            | Нису се квалификовали |              |        |
| Мохамед Магди Хамза      | Бацање кугле     | 20,85        | 19,91         | 13. у гр. А   | 25 / 34 (35) |            | Нису се квалификовали |              |        |
| Мустафа ел-Гамел         | Бацање кладива   | 81,27 НР     | 70,45         | 15. у гр. А   | 30 / 31      |            | Нису се квалификовали |              |        |

### Жене
| Атлетичарка   | Дисциплина | Лични рекорд | Класификације | Класификације | Полуфинале | Полуфинале | Финале                | Финале       | Детаљи |
| Атлетичарка   | Дисциплина | Лични рекорд | Резултат      | Место         | Резултат   | Место      | Резултат              | Место        | Детаљи |
| ------------- | ---------- | ------------ | ------------- | ------------- | ---------- | ---------- | --------------------- | ------------ | ------ |
| Басант Хемида | 200 м      | 22,83 НР     | 22,88 кв      | 4. у гр. 2    | 22,92      | 4. у гр. 2 | Није се квалификовала | 14 / 43 (48) |        |